# Église Saint-Marcel de Saint-Marcel (Indre)
Pour les articles homonymes, voir Église Saint-Marcel et Saint Marcel.
L'église Saint-Marcel de Saint-Marcel est une église catholique française. Elle est située sur le territoire de la commune de Saint-Marcel, dans le département de l'Indre, en région Centre-Val de Loire.

## Situation
L'église se trouve dans la commune de Saint-Marcel, au sud du département de l'Indre, en région Centre-Val de Loire. Elle est située dans la région naturelle du Boischaut Sud. L'église dépend de l'archidiocèse de Bourges, du doyenné du Val de Creuse et de la paroisse d'Argenton-sur-Creuse.

## Histoire
L'église fut construite entre le XIIe siècle et le XVIe siècle.
L'édifice est classé au titre des monuments historiques, en 1875.

## Description
L'église actuelle est construite sur une crypte romano-byzantine du VIIIe siècle. Se sont successivement élevés : l’abside, la première travée du transept et le grand portail en plein cintre roman des XIe siècle et XIIe siècles, en style de transition et enfin le clocher beffroi en ogival fleuri datant du XVe siècle au XVIe siècle. À l’intérieur de l’église outre le trésor, on remarquera le chœur parfaitement conservé avec ses trente et une stalles en bois exécutées entre 1584 et 1592 et qui sont d’une grande beauté. Au-dessus de la petite porte, on remarquera également une belle fresque du XVIe siècle, représentant N.-D. de Pitié, aux couleurs bleu d’azur, vert émeraude, ocre rouge et ton chair.

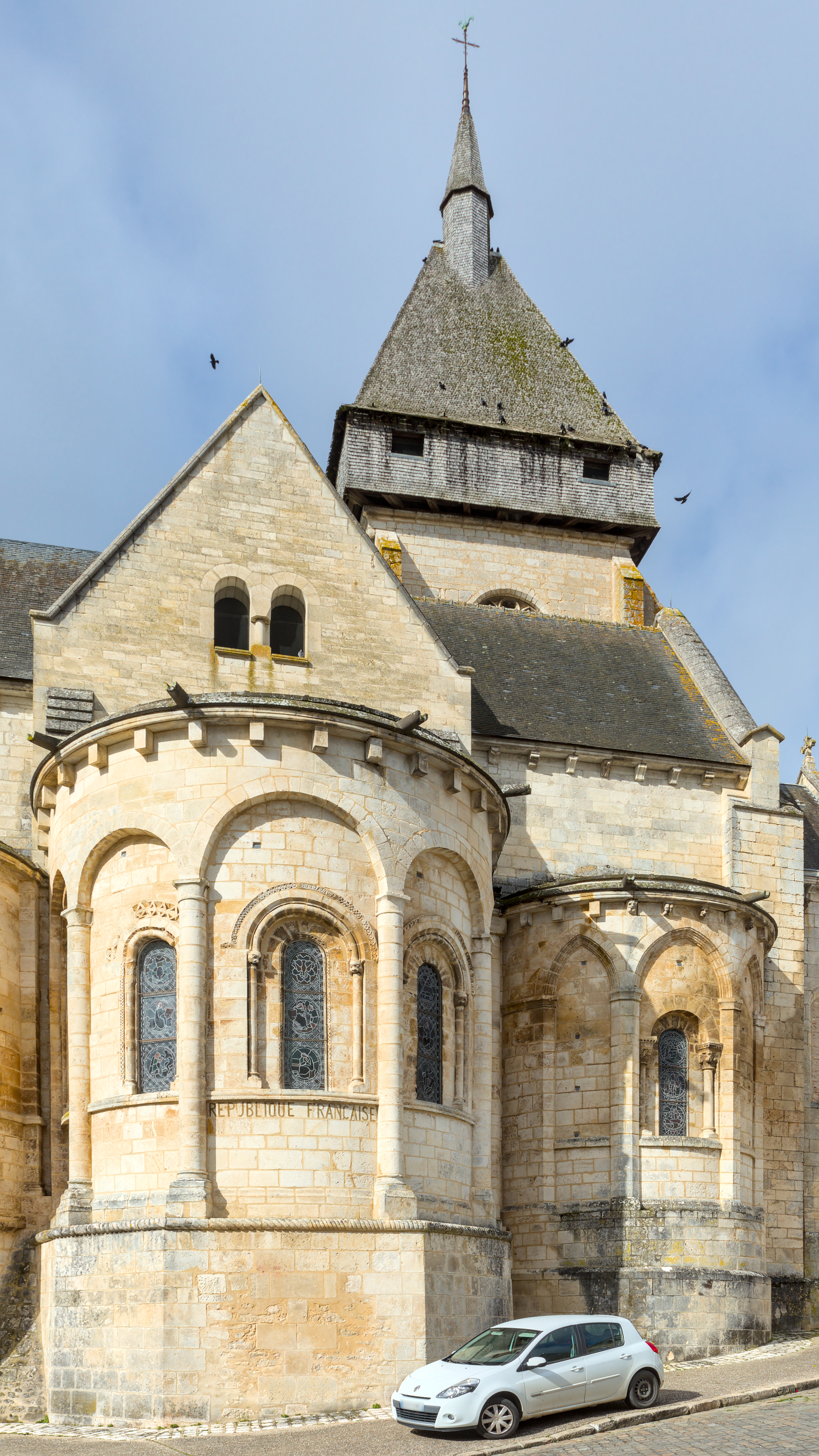
Le chevet et le clocher.
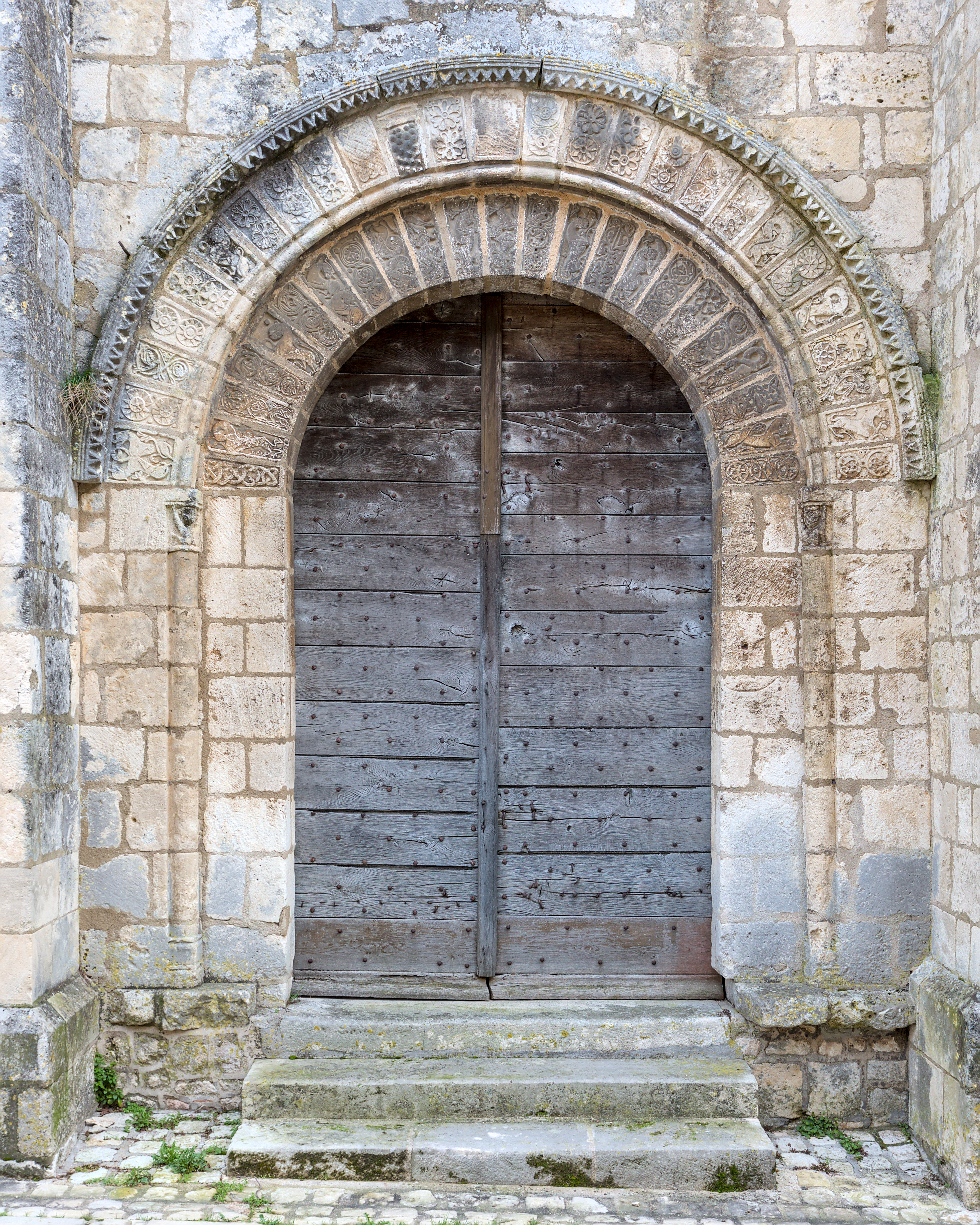
Le portail ouest.
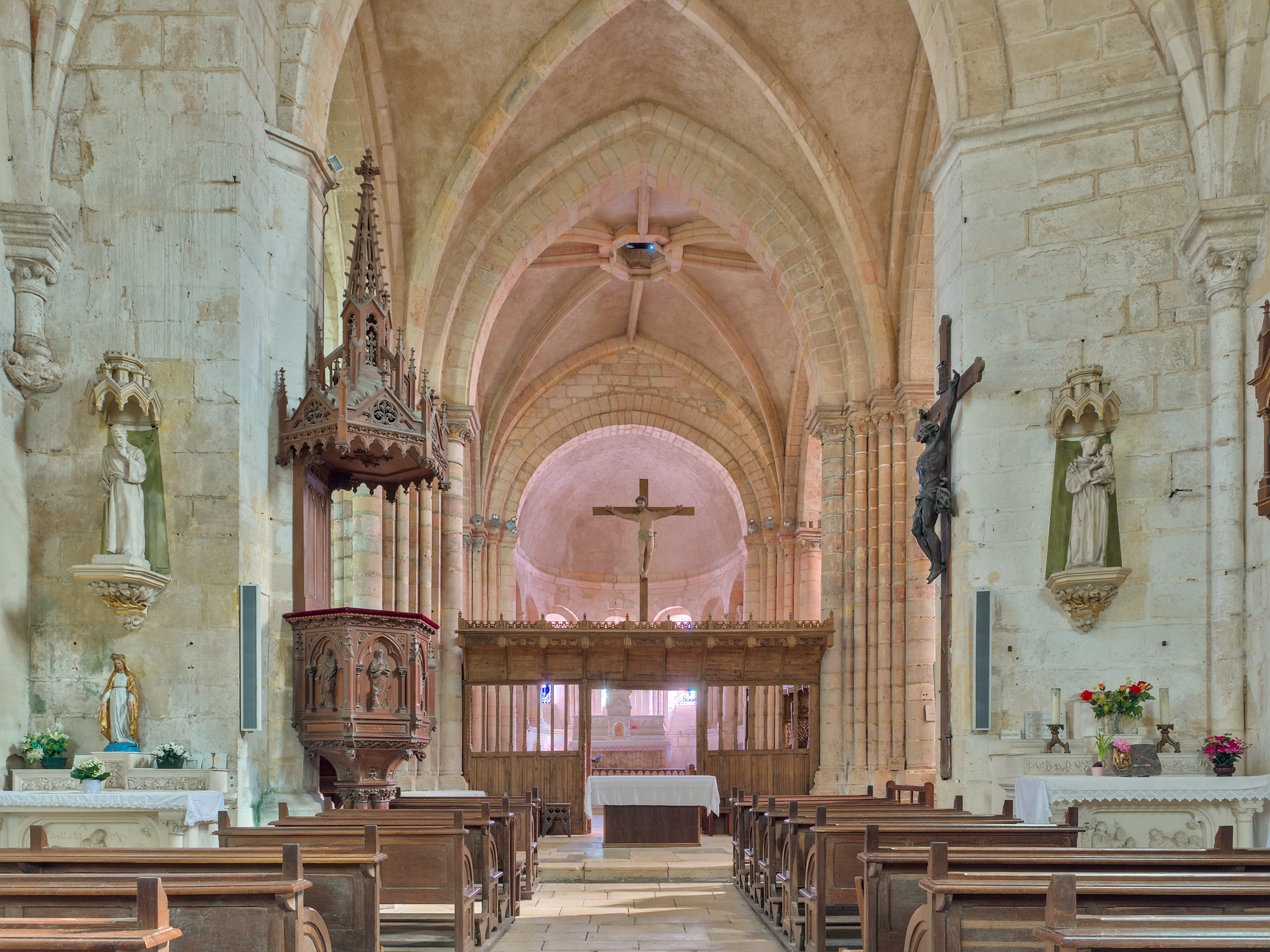
La nef.
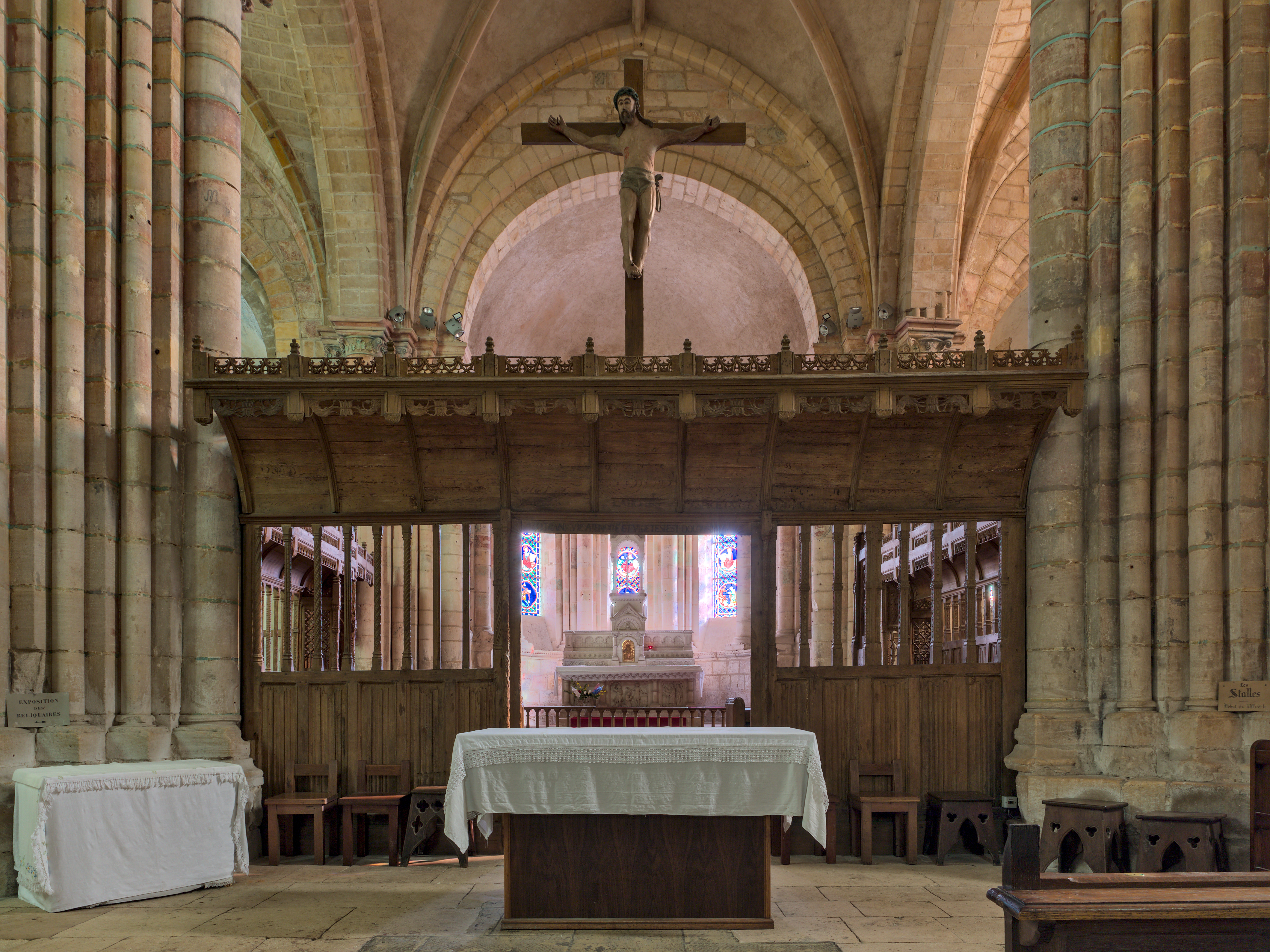
Le chœur, ses stalles et son crucifix vus de la nef.
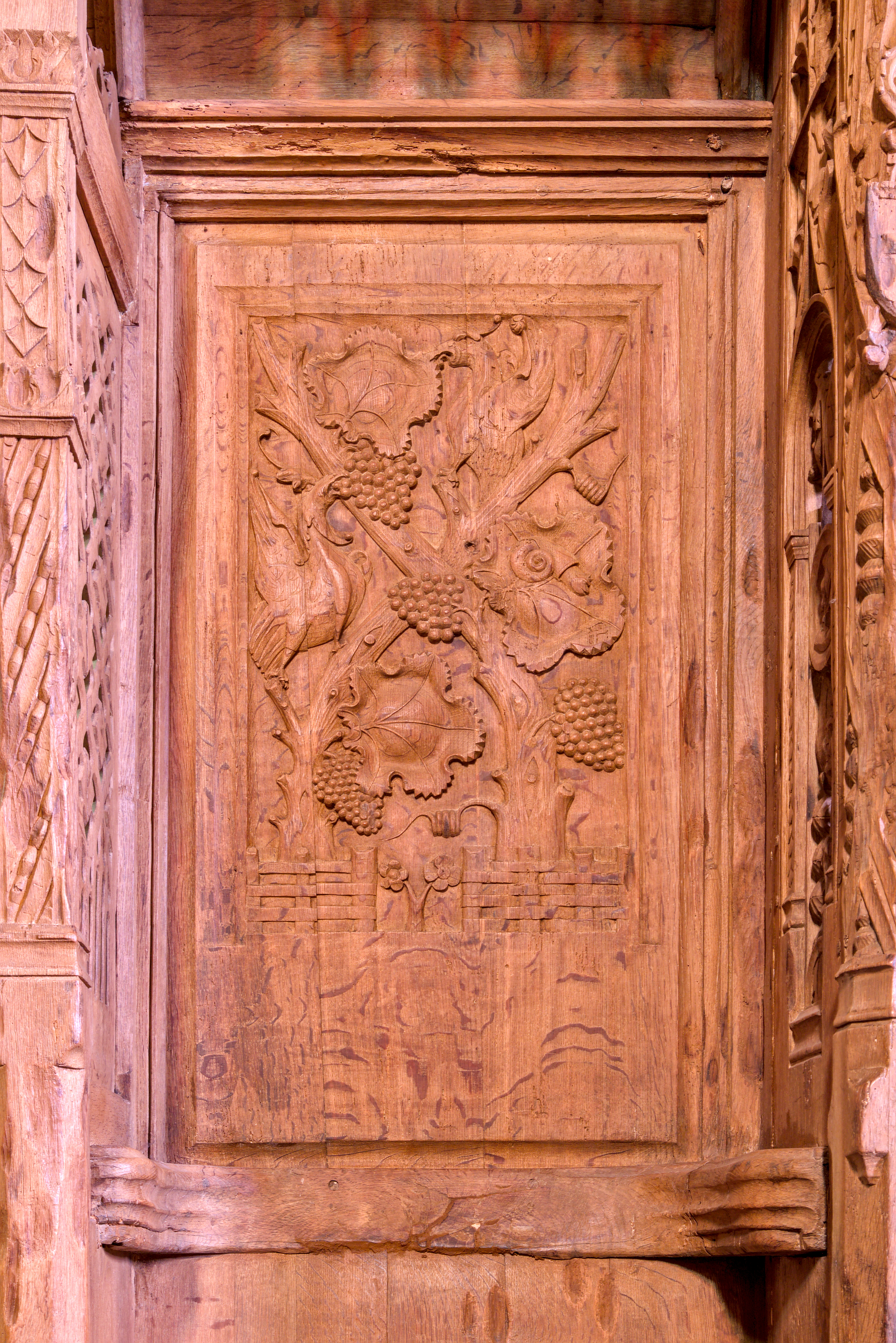
Une des stalles du chœur.
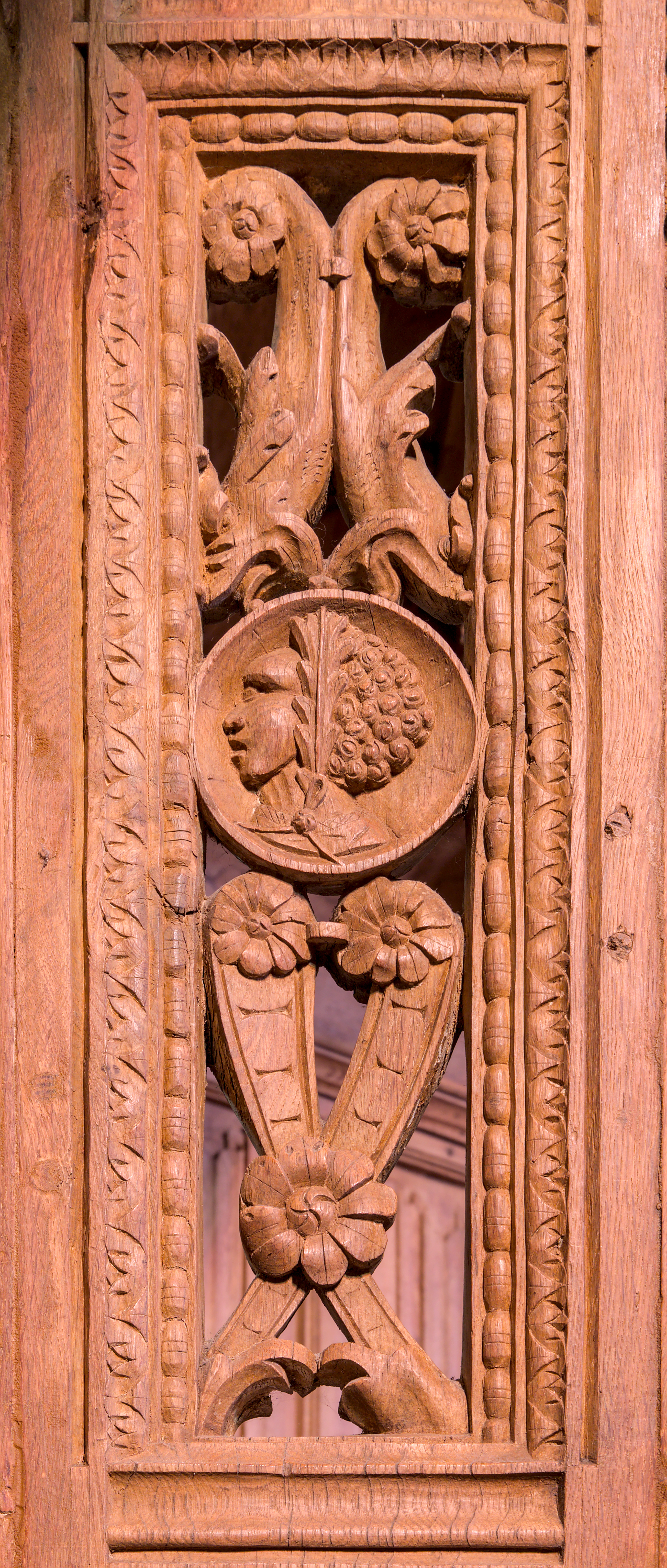
Détail du côté d'une rangée de stalles du chœur.
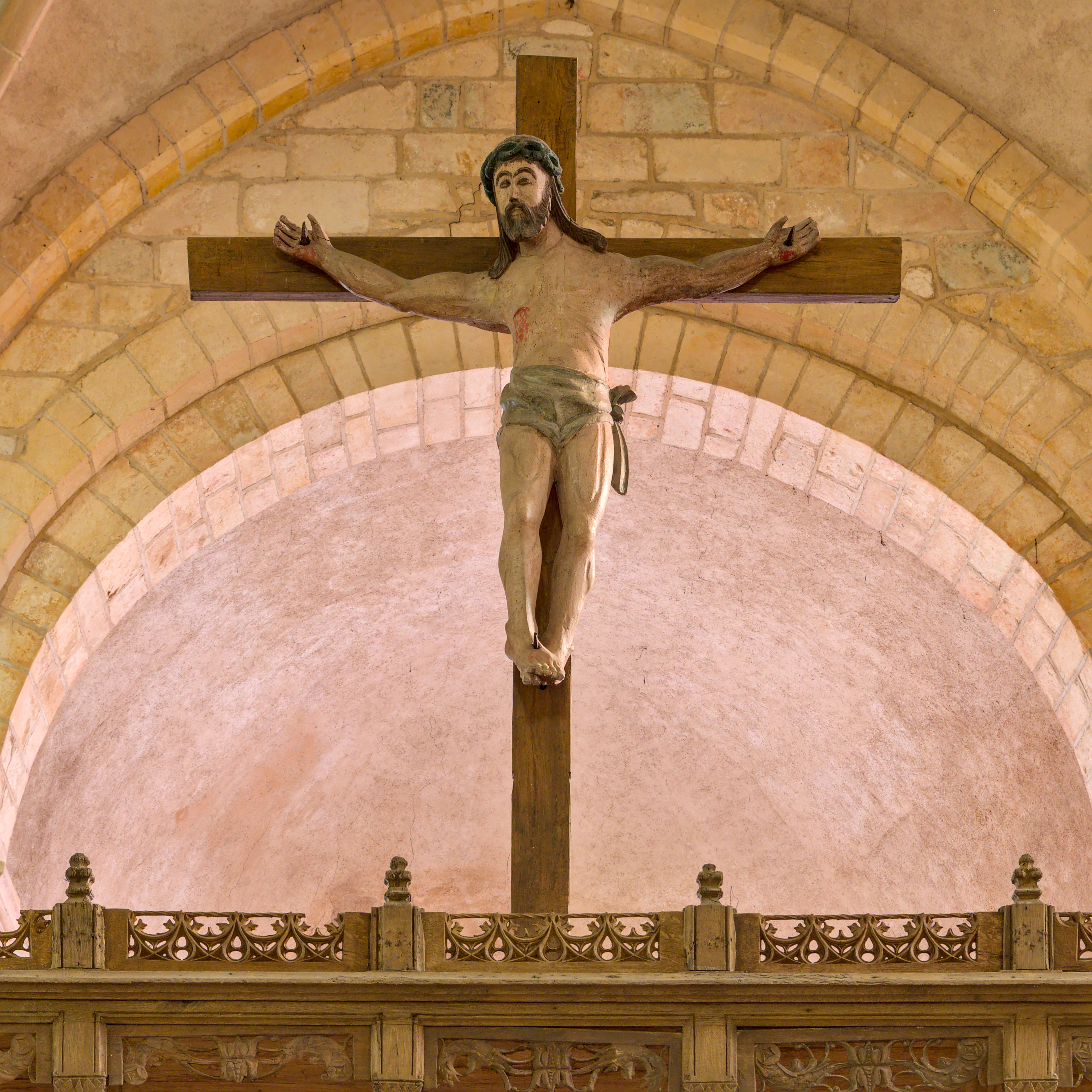
Crucifix du XVIIe siècle au-dessus des stalles du choeur
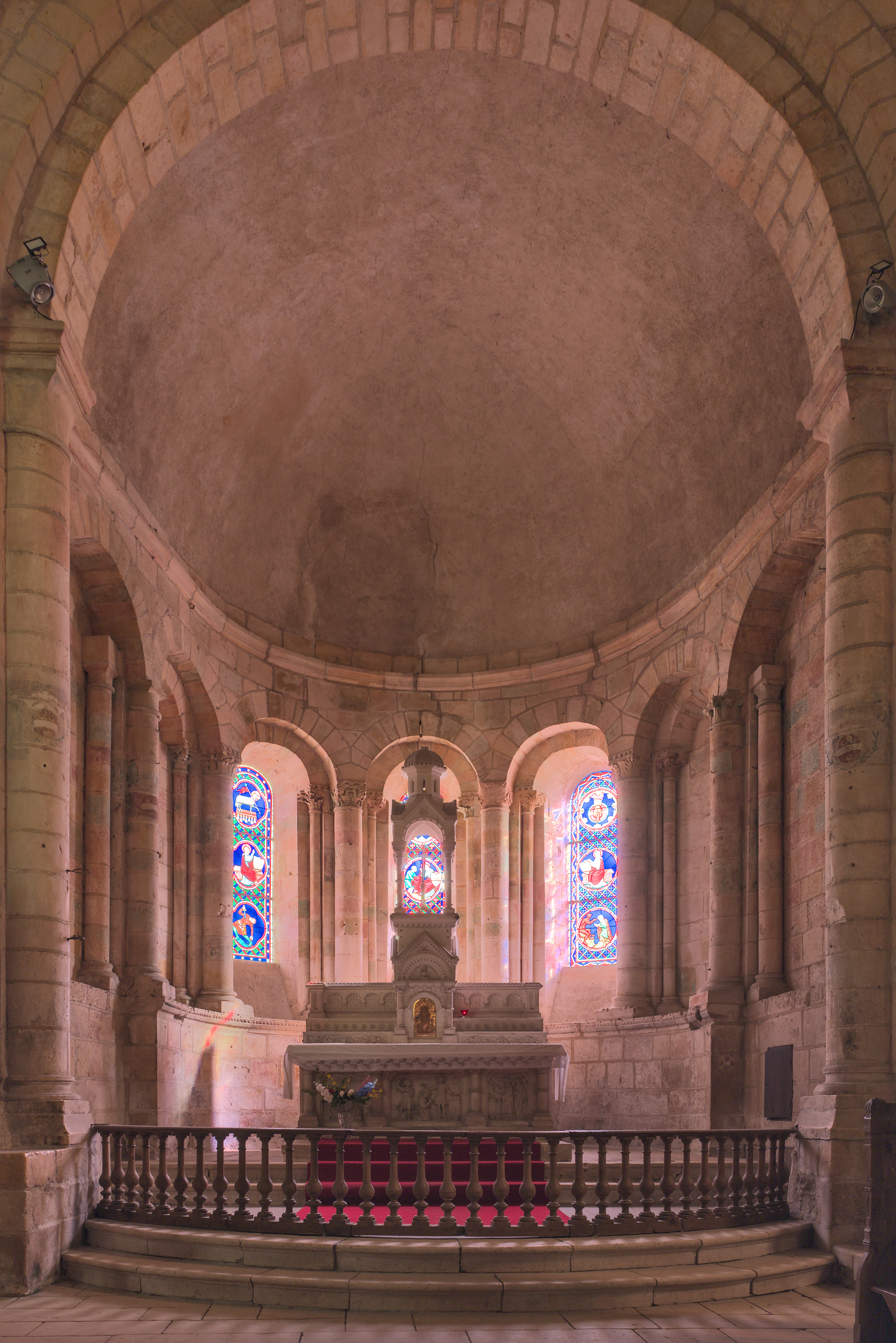
La chapelle absidiale.
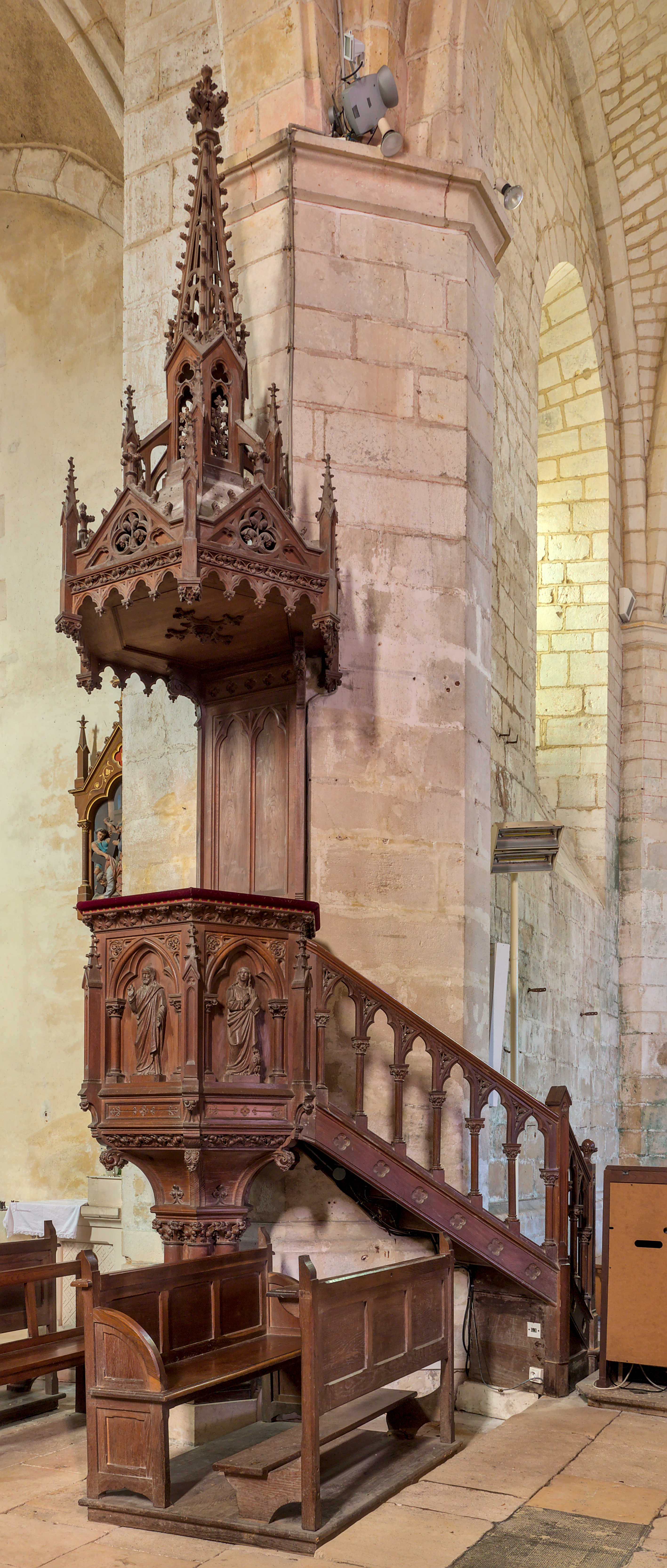
La chaire.
Vitrail des années 1920 par Louis Balmet, représentant les saints Anastase, Marcel, Laurent et Étienne.
Vitrail des années 1920 par Louis Balmet, représentant les saintes Catherine et Madeleine.
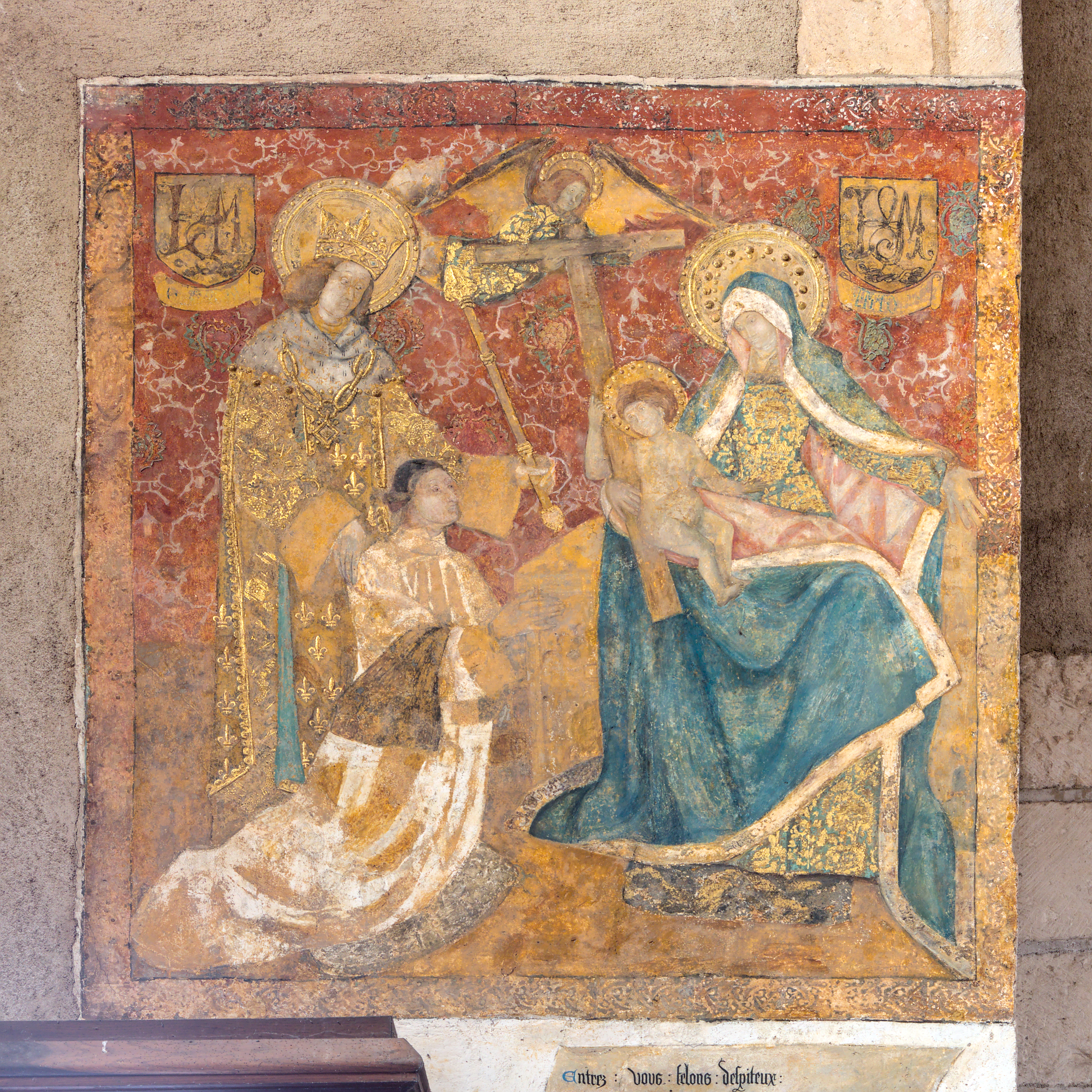
Fresque du XVIe siècle, représentant Notre Dame de Pitié
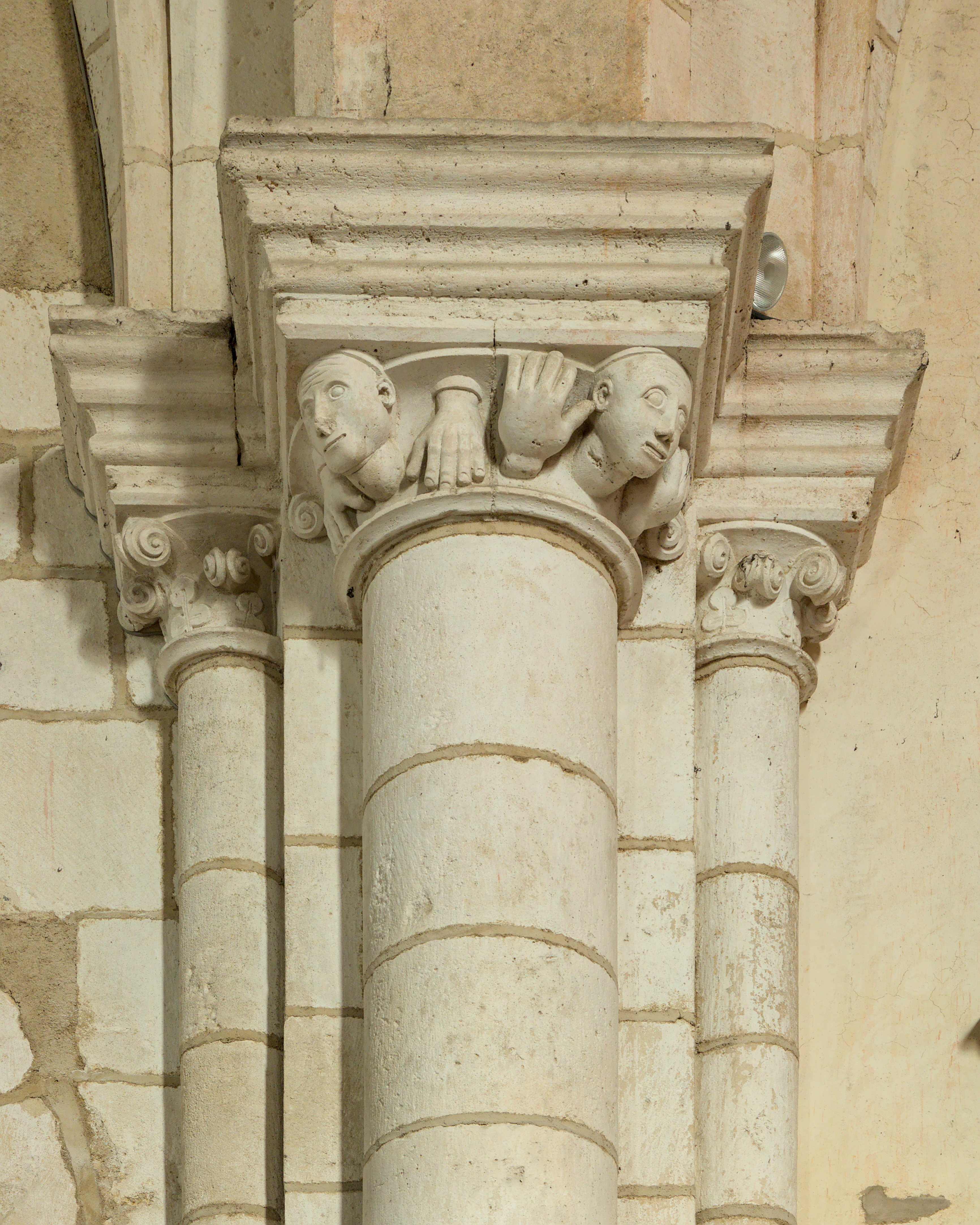
Chapiteaux sculptés sur le mur nord de la nef.
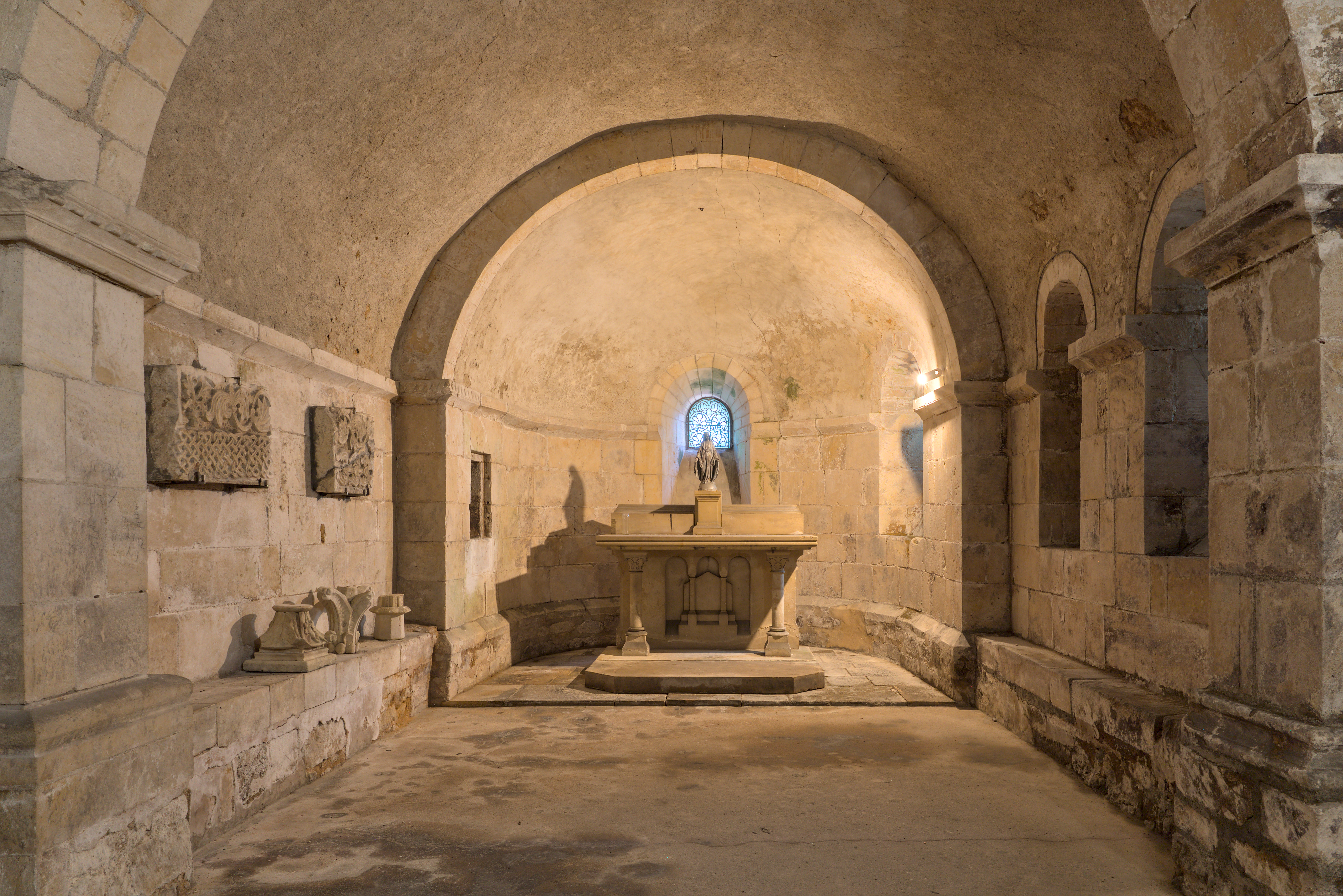
La crypte.

## Mobilier
Depuis juin 2011, l'église abrite un très grand tableau, précédemment installé depuis 1877 dans l'église Saint-Étienne d'Argenton-sur-Creuse. Cette œuvre de 1842, le martyre de Saint Polycarpe, de taille exceptionnelle (6,60 m de haut, 4,30 m de large), est due au peintre Paul Chenavard (1807-1895),

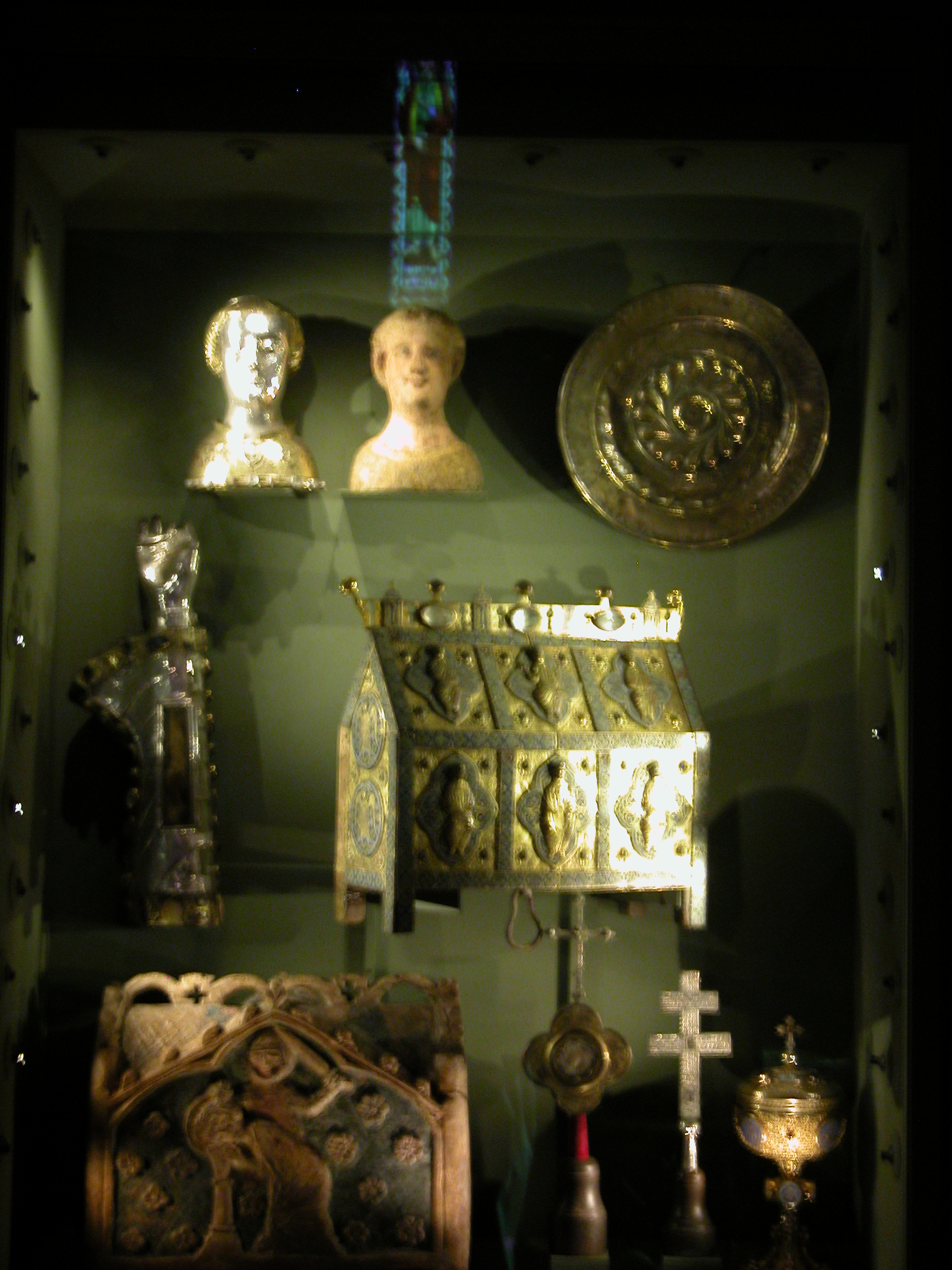
Le trésor de l'église, en 2009.

Le trésor de l’église de Saint-Marcel se compose :
- d’une châsse en cuivre ornée d’émaux limousins datant du XIIIe siècle (1220-1240), inscrite aux Monuments historiques en 1897 ;
- d’une châsse en bois du XVe siècle ;
- du chef de Saint-Marcel, buste avec face d’argent, chevelure et manteau de cuivre doré orné de pierres de couleur du XIVe siècle ;
- d'un deuxième chef de Saint-Marcel en bois stuqué que recouvrent les plaques d’argent du premier cité ;
- d'un bras de Saint-Marcel du XIVe siècle en argent et cuivre doré, orné de pierres de couleur avec un bracelet d’argent dans lequel est sertie une intaille gallo-romaine ;
- de deux croix de procession du XIVe siècle, l’une est en bois recouvert de lames d’argent, l’autre en cuivre doré.